# Hercostomus flatus
Hercostomus flatus är en tvåvingeart som beskrevs av Yang och Patrick Grootaert 1999. Hercostomus flatus ingår i släktet Hercostomus och familjen styltflugor.
Artens utbredningsområde är Zhejiang (Kina). Inga underarter finns listade.